# Wu Chengying
Wu Chengying, né le 21 avril 1975 à Shanghai (Chine), est un footballeur chinois.